# Pterolophia bizonata
Pterolophia bizonata är en skalbaggsart som beskrevs av Macleay 1886. Pterolophia bizonata ingår i släktet Pterolophia och familjen långhorningar. Inga underarter finns listade i Catalogue of Life.